# Relaciones Bangladés-Colombia
Las relaciones Bangladés-Colombia son las relaciones exteriores entre Bangladés y Colombia. Colombia y Venezuela reconocieron conjuntamente a Bangladés el 2 de mayo de 1972. Ambos países son miembros del Movimiento No Alineado. Ningún país tiene un embajador residente.

## Visitas de alto nivel
En 2011, el Secretario de Relaciones Exteriores de Bangladés, Mohamed Mijarul Quayes, realizó una visita oficial a Bogotá para explorar maneras de expandir el comercio bilateral con Colombia.

## Áreas de cooperación
Algunos temas comunes entre los dos países, como la adaptación al cambio climático, la gestión de desastres, la protección de grupos vulnerables, etc., han sido identificados como áreas de cooperación. En 2009, el presidente de Bangladés Zillur Rahman pidió la transferencia de tecnología entre los dos países en el sector agrícola.

## Comercio
Ambos países han expresado sus intereses en la expansión del comercio bilateral. En 2009, Colombia propuso firmar un memorando de entendimiento con Bangladés para impulsar el comercio y comercio bilateral. Aparatos de Bangladés, productos de yute, productos farmacéuticos y artesanías han sido identificados como productos potenciales con gran demanda en Colombia. Los dos países han firmado un acuerdo de exención de visados para garantizar el buen viaje de los hombres de negocios.

## Religión
Colombia ha enviado sacerdotes para la comunidad católica de Bangladés.